# Tipula (Microtipula) megalyra
Tipula (Microtipula) megalyra is een tweevleugelige uit de familie langpootmuggen (Tipulidae). De soort komt voor in het Neotropisch gebied.